# Mana Party (Neuseeland)
Die Mana Party war eine im politischen Spektrum Neuseelands links angesiedelte Partei, die sich für die indigenen Rechte der Māori einsetzt.
Die Partei versteht sich als Kämpferin, die der Stimme der Armen Gehör verschafft und die Enteigneten und Machtlosen in das Parlament bringt. Sie möchte dem Vertrag von Waitangi Mana, d. h. Kraft, Bedeutung und Einfluss geben, und zwar in dem Geiste, den die tīpuna (Vorfahren) bei der Unterzeichnung des Vertrages 1840 in ihm gesehen haben.

## Geschichte
Die Partei ist auf Bestreben von Hone Harawira, einem früheren Mitglied der Māori Party, für die er auch bis zu seinem Austritt aus der Partei im Repräsentantenhaus saß, entstanden. Harawira stellte sich im Januar 2011 gegen seine Partei, da er in der Koalitionsregierung mit der New Zealand National Party gegen Māori gerichtete Gesetzesinitiativen ausmachte.
Er verließ seine Partei am 23. Februar 2011 und forcierte die Bildung einer neuen Partei unter dem Namen Mana, deren Gründung am 30. April 2011 in Auckland erfolgte. Nach einem formalen und politischen Streit um die eine Nachwahl in seinem Māori-Wahlkreis Te Tai Tokerau konnte diese schließlich am 25. Juni 2011 stattfinden. Mit 49,15 % der abgegebenen Stimmen konnte Harawira die Wahl für sich entscheiden und sicherte damit erstmals einen Sitz im Parlament für seine Partei. Für die General Election (Parlamentswahl) am 26. November 2011 wurden ihm für den Wahlkreis 42 % vorausgesagt. Die Mana Party trat mit 20 Listenkandidaten zur Parlamentswahl im November 2011 an, erreichte aber nur 1,08 % der Stimmen. Harawira konnte dabei seinen Wahlkreis Te Tai Tokerau wieder gewinnen.
Zur Parlamentswahl 2014 ging die Mana Party ein Bündnis mit der Internet Party ein und trat unter dem Namen Internet MANA zur Wahl an. Harawira verlor sein Direktmandat und das Wahlbündnis erreichte lediglich 1,42 % der Stimmen.